# Grande dépression en Amérique latine
La Grande Dépression en Amérique latine a fortement touché la région dans les années 1930, après que la Grande Dépression se soit étendue à l'échelle mondiale depuis le krach boursier de 1929 à Wall Street.
La Grande Dépression entraîne des changements dans les gouvernements d'Amérique latine, dans leurs politiques économiques et dans les performances économiques des nations. Elle est initiée par le déclin économique des économies américaine et britannique, qui entraîne ensuite le déclin économique des pays d'Amérique latine, car ces derniers dépendaient du Royaume-Uni et des États-Unis pour leurs investissements et leurs exportations.
La montée des gouvernements fascistes est provoquée par des désirs nationalistes pendant la Grande Dépression, comme l'a démontré le gouvernement Vargas au Brésil, au pouvoir de 1930 à 1945,. Au cours de cette période, les politiques économiques des gouvernements d'Amérique latine, notamment de l'Argentine, ont été modifiées afin d'ajuster leurs économies et sortir de la crise. Le Brésil, Cuba, le Chili, le Mexique et le Pérou sont les pays qui ont subi le plus de conséquences économiques de cette crise.

## Contexte
La Grande Dépression, qui suit le krach de Wall Street en 1929, a des effets extrêmement négatifs sur les pays d'Amérique latine.
Selon un rapport de la Société des Nations, le Chili, le Pérou et la Bolivie ont été les pays les plus durement touchés par la crise. La montée du fascisme s'est également manifestée en Amérique latine dans les années 1930 en raison de la Grande Dépression. Les gouvernements fascistes étaient le résultat des aspirations nationalistes, exploitées par des dirigeants tels que Getúlio Vargas au Brésil. Haïti est sorti de la Grande Dépression en tant que pays totalement indépendant à la suite de la fin de l'occupation militaire des États-Unis en 1936.
Le Brésil a également été durement touché par la crise. Entre 1929 et 1932, les exportations de café ont chuté de 50 %. Les investissements directs étrangers dans le pays ont été réduits à zéro. Pour éviter que les prix du café ne chutent davantage, le gouvernement a ordonné en 1931 le déversement de milliers de sacs de café dans l'océan. Des plantations entières de café ont vu leur production achetée par le gouvernement et incendiée afin de réduire la production et d'empêcher les prix d'atteindre un niveau encore plus bas, ce qui aurait entraîné de nombreuses faillites. Concernant la production de sucre, les prix ont tellement chuté que de nombreuses raffineries du pays ont arrêté toute production pendant des années.
Dans d'autres pays d'Amérique latine, comme le Mexique, les réponses à la crise ont également consisté en une augmentation de l'industrialisation, qui avait commencé au cours du XIXe siècle.

## Pérou
Avant la crise, l'économie péruvienne était spécialisée dans les exportations et dépendait des prêts américains pour financer les dépenses publiques. En conséquence, l'économie péruvienne a été affectée par une baisse des recettes d'exportation pendant la Dépression. Les exportations du pays ont diminué de 72 % entre 1929 et 1932, au début de la crise. Elles sont passées de 132 millions de dollars en 1929 à 38 millions de dollars en 1932. Les importations péruviennes ont également diminué, passant de 76 millions de dollars en 1929 à 16 millions de dollars en 1932.
La crise a également entraîné une baisse de l'emploi dans les secteurs du sucre et de l'exploitation minière. La main-d'œuvre dans l'industrie sucrière était de 20 000 personnes en 1932, soit une diminution de 6 000 personnes par rapport à 1928.
Dans le secteur minier, le nombre d'ouvriers est passé de 25 000 en 1929 à 13 000 en 1932, et le nombre d'employés est passé de 3 000 en 1929 à 1 000 en 1932. Les mauvais résultats des exportations et des importations ont contribué à l'instabilité de la balance des paiements, comme l'a montré la suspension par le gouvernement péruvien du paiement de la dette extérieure du pays en mars 1931.
Toutefois, l'impact de la crise sur le plan commercial a duré moins de dix ans, les exportations péruviennes de coton, de plomb et de zinc ayant retrouvé leur niveau de 1929 en 1937.

## Mexique
L'économie mexicaine a connu un déclin au début de la Grande Dépression en raison de ses liens étroits avec les États-Unis, qui ont connu un effondrement économique après le krach de Wall Street en 1929.
Les premiers effets de la Dépression sur le Mexique ont été directement ressentis par le secteur minier, dont l'indice global des prix à l'exportation a chuté de 32 % entre 1929 et 1932. La valeur réelle des exportations mexicaines a chuté de 75 %, celle des produits de 21 % et les échanges extérieurs ont baissé de 50 % entre 1928 et 1932. La valeur des exportations mexicaines a diminué davantage que celle du Brésil, qui a baissé de 44 % au cours de cette période, mais moins que celle du Chili, dont les exportations ont chuté de 83 %.
Toutefois, on peut affirmer que la baisse des exportations a eu un impact moins important sur le Mexique car les exportations des autres pays représentaient un pourcentage plus élevé de leur PIB, au Chili par exemple. Les exportations ne représentaient que 12 % du PIB mexicain, une valeur nettement inférieure aux proportions observées au Chili (30 %) et en Argentine (27 %).
Les principales exportations mexicaines de matières premières concernaient l'argent et le pétrole, qui ont été moins touchés que les autres exportations latino-américaines par la Dépression, car ils ne sont pas associés à des industries nécessitant une main-d'œuvre nombreuse ; ces secteurs ont donc été moins affectés par la chute des recettes étrangères. La principale exportation d'argent du Mexique a en outre bénéficié du financement américain de l'argent par le biais de la loi américaine Silver Purchase Act of 1934, entraînant une augmentation de la valeur des exportations d'argent.
La crise a également entraîné une remontée progressive des niveaux de production de pétrole mexicain de 1921 au cours des années 1930, favorisée par des prix du pétrole soutenus et une forte demande. Entre 1932 et 1935, la production de pétrole est passée de 33 millions de barils à 40 millions de barils grâce au nouveau gisement de pétrole de Poza Rica. Au cours de la même période, les exportations globales du Mexique ont presque doublé pour atteindre une valeur de 208 millions de dollars américains en 1935.
En ce qui concerne les industries de consommation mexicaines, elles ont d'abord connu une baisse de la demande au début de la Dépression de 1929 à 1931, mais après cette date, une diminution des recettes d'exportation mondiales a réduit les importations mexicaines. Cela a encouragé les achats nationaux et a conduit à la reprise du secteur industriel mexicain.
La croissance économique du Mexique après 1931 a été tirée par la substitution des importations et les revenus produits par l'industrie manufacturière en raison des opportunités de demande pour les industries nationales du Mexique, à la suite du déclin mondial de la croissance tirée par les exportations depuis la crise. Outre les avantages liés à la croissance économique, qui s'est appuyée sur la substitution des importations, le manque de devises étrangères a favorisé le redressement de l'offre globale au Mexique.
Bien que les importations aient été inférieures de moitié aux niveaux antérieurs à la crise, les caractéristiques de l'économie mexicaine, qui ont été ajustées au début de la Dépression, ont créé les conditions nécessaires pour que la croissance en baisse se transforme en une augmentation graduelle en 1935.

## Chili

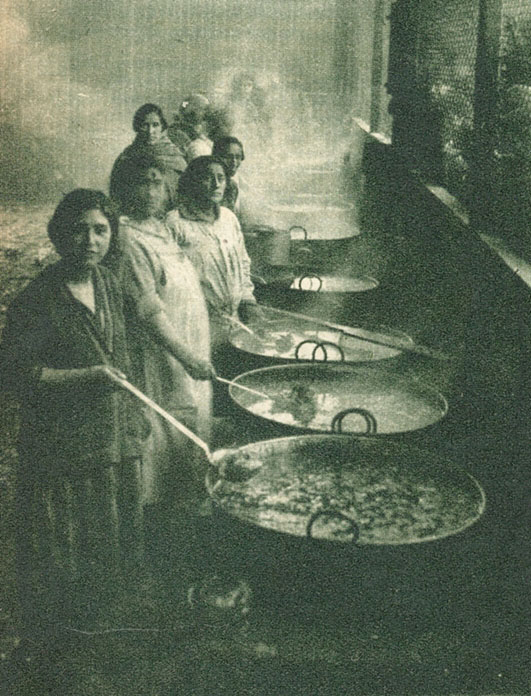
Une soupe populaire pour nourrir les chômeurs en 1932.

L'économie chilienne, selon la perspective présentée par les calculs de la Société des Nations, est le pays qui a été le plus gravement touché par l'effondrement économique caractérisé par la Grande Dépression.
La dévastation économique a aggravé la prospérité économique du Chili, comme l'a montré en particulier l'année 1932 qui a été marquée par une chute rapide des exportations, des importations, du PIB et de la valeur de la production industrielle par rapport aux niveaux antérieurs à la Dépression. Les exportations chiliennes sont passées de 279 millions de dollars en 1929 à 35 millions de dollars en 1932, ce qui, en valeur réelle, correspond à un sixième des exportations de 1929. Au cours de cette période, les importations du Chili sont tombées de 197 millions de dollars en 1929 à 26 millions de dollars en 1932. De même, le PIB est passé de 100 en 1929 à 67 en 1932, en raison de la chute de la valeur de la production de 100 en 1929 à 77 en 1932 et d'une baisse rapide de la production annuelle moyenne qui a atteint l'équivalent d'un quart des niveaux de 1929 en décembre 1932.
Les difficultés économiques du Chili pendant la crise ont été aggravées par une diminution des prêts étrangers. Cela a contribué à augmenter le déficit budgétaire du Chili et à réduire les revenus du gouvernement en raison de sa forte dépendance, avant la crise, à l'égard du soutien financier étranger, en particulier des États-Unis, pour stimuler la croissance économique. En 1929, le Chili a reçu un total de 338 millions de dollars de prêts étrangers, mais en 1932, il n'en reçoit plus que 23 millions. Au cours de la même période, le déficit budgétaire du Chili est passé de 31 % des dépenses totales en 1931 à 37 % en 1932.
Durant cette période, la morosité de l'économie chilienne a été confirmée par l'augmentation du chômage et la diminution de la production de nitrate. La baisse de l'emploi dans le secteur minier chilien est illustrée par le fait qu'en 1932, le nombre de travailleurs représentait moins d'un tiers des 91 000 travailleurs de 1929. Plus précisément, dans le seul secteur des nitrates, 50 000 travailleurs étaient au chômage en 1932.
Parallèlement à une diminution de l'emploi dans le secteur minier, en termes de PIB et d'activité productive, l'industrie minière est tombée à 26,3 en 1932, contre 100 en 1929.
Les taux élevés de chômage, dus à une économie d'exportation fragile, ont entraîné une augmentation de la mobilité géographique de la classe ouvrière, comme en témoigne la période allant de septembre 1930 à février 1931, au cours de laquelle 46 459 personnes ont quitté les champs de nitrates pour se rendre dans les principales villes du Chili, telles que Santiago, et dans les villes de province.
Ainsi, la classe ouvrière subit en premier lieu les conséquences sociales, telles que la pauvreté, créées par l'augmentation du chômage et la détérioration des exportations minières, en particulier le nitrate, pendant la crise. La lutte de la classe ouvrière, combinée au déclin économique, a conduit le président chilien Juan Esteban Montero à imprimer davantage de monnaie en avril 1932. Cela a permis au gouvernement de payer 152 millions de pesos pour les dépenses du gouvernement, les travaux publics et l'aide publique aux chômeurs.

## Cuba
Le début de la Grande Dépression à Cuba, déclenchée par la crise économique américaine de 1929, a aggravé l'instabilité politique, l'opposition politique à la dictature de Machado, les troubles sociaux, la pauvreté et le déclin économique.
Le déclin économique de Cuba pendant la crise est démontré par la chute des prix du sucre cubain et des revenus, alors que l'industrie sucrière représentait 80 à 90 % de la production agricole nationale. Sous le régime de Machado (1925-1933), l'industrie sucrière cubaine dépendait fortement des investissements et des prêts américains. Ainsi, le krach boursier américain et la crise économique de 1929 ont contribué à la chute des recettes d'exportation et de l'emploi, largement liés à l'industrie sucrière cubaine. Avant le début de la crise financière de 1929, les prix du sucre cubain s'élevaient en moyenne à 2,96 cents par livre. Les prix du sucre sont tombés à près de la moitié des prix de 1927, soit 1,47 cents par livre.
Cette chute des prix du sucre cubain n'a pas seulement eu un impact sur le revenu national, mais a également contribué à l'augmentation du chômage, les raffineries ayant commencé à fermer leurs portes. En 1933, il n'y avait plus que 125 raffineries en activité, contre 163 en 1929. Le déclin de la production, des prix et des recettes d'exportation du sucre cubain s'est traduit par de faibles salaires et de mauvaises conditions de travail, comme l'a affirmé l'ambassade britannique à La Havane en 1933, qui a indiqué que le salaire moyen des travailleurs cubains du sucre était de 25 cents pour une journée de travail de 10 à 11 heures.
Outre l'industrie sucrière, l'économie cubaine a également souffert de la baisse des recettes touristiques pendant la crise, puisque les recettes liées au tourisme sont passées de 26 millions de $ en 1928-1929 à moins de 5 millions de $ en 1933-1934. Ces caractéristiques de la Dépression — bas salaires, augmentation du chômage, bas prix du sucre, diminution des recettes d'exportation et baisse des recettes touristiques — se reflètent dans la chute du PIB, qui est passé de 708 millions de pesos en 1925 à 294 millions en 1933. En outre, le déclin économique a contribué à l'instabilité politique et à un changement de pouvoir politique, avec la démission de Machado le 12 août 1933.